# Innamorati

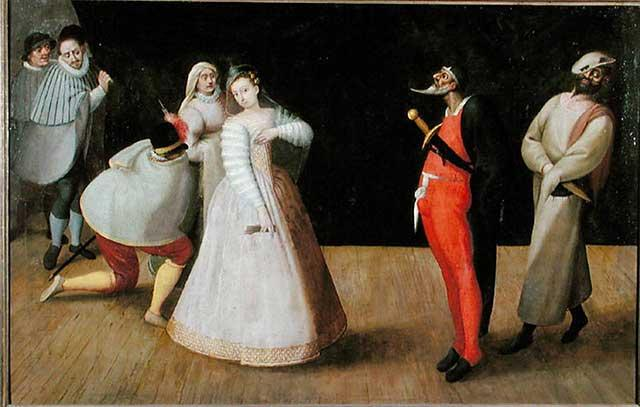
Występ trupy Gelosi, w centrum po lewej najprawdopodobniej Isabella Andreini, wybitna comica innamorata, a także pisarka, ok. 1590, Hieronymus Francken I

Innamorati, również amorosi – Kochankowie lub Zakochani, typ postaci z commedia dell’arte.
W typowej komedii dell’arte pojawiało się dziesięć do dwunastu osób (choć w niektórych przypadkach mogło być ich więcej): dwaj vecchi (Dottore, Pantalone), dwaj zanni (np. Arlekin, Brighella, Scapino) oraz Kapitan, servetta i dwie lub trzy pary kochanków. Z jednej strony, Kochankowie to postaci kluczowe, ponieważ wokół ich perypetii obracała się intryga utworu, z drugiej – jako postaci byli znacznie mniej interesujący niż inni bohaterowie.
Kochankowie, w przeciwieństwie do vecchi i zanni nie byli postaciami komicznymi, dlatego nie nosili masek. Byli ubrani elegancko i zgodnie z modą, mówili dialektem toskańskim (który miał już wtedy status języka literackiego i wzorcowego), do swoich improwizowanych kwestii wplatali cytaty literackie, czasami zamiast improwizować, recytowali kunsztowne dialogi z pamięci. Wymagano od nich także biegłości w muzyce i w tańcu.
Mężczyźni nosili m.in. imiona Orazio, Silvio, Ortensio, Lelio, Leandro, kobiety Isabella, Angelica, Eularia, Flaminia, a także wiele innych.